# Tor (Elektrotechnik)
Als Tor bezeichnet man in der Elektrotechnik einen Anschluss eines Bauteils. Das Reduzieren eines Bauelements auf dessen Verhalten an den Anschlüssen erleichtert Berechnungen und Simulationen bzw. macht diese erst möglich.

## Tor in der Niederfrequenztechnik
Wenn bei den verwendeten Frequenzen die elektrische Spannung
{\displaystyle u_{\text{AB}}=\int _{\text{A}}^{\text{B}}{\vec {E}}\cdot \mathrm {d} {\vec {s}}}
zwischen zwei Klemmen A und B praktisch unabhängig vom gewählten Weg ist, so lassen sich diese beiden Klemmen des Bauelements als Tor auffassen. Dabei muss es sich nicht um real existierende Kontakte handeln. Auch Teile einer Schaltung können für eine analytische Betrachtung herausgegriffen werden und Verbindungen, die zu diesem Zweck auf dem Papier aufgetrennt wurden, paarweise zu Toren zusammengefasst werden.
An einem Tor kann eine Spannung in Volt gemessen bzw. berechnet werden. In der Realität würde sich diese durch das Anlegen eines Voltmeters an beide Kontakte ablesen lassen. Da das Vorzeichen der Spannung davon abhängt, wie herum das Voltmeter angelegt wird, muss bei der Beschreibung des Tores die Orientierung festgelegt werden, in der die Spannung gemessen wird. In einem Schaltplan wird diese Festlegung durch einen Zählpfeil dargestellt.

### Die Torbedingung
Durch die Anschlüsse eines Tores kann ein Strom fließen. Die entscheidende Eigenschaft des Tores ist dabei, dass der Strom durch beide Anschlüsse gegengleich sein muss. Das heißt, beide Ströme müssen zu jedem Augenblick denselben Betrag und unterschiedliches Vorzeichen aufweisen. Fließt beispielsweise in den einen Anschluss ein Strom {\displaystyle I} (z. B. 3 Ampere), dann muss in den anderen Anschluss {\displaystyle -I} (hier also −3 A) fließen. Auch die Messung des Stroms hängt von der Richtung ab, in der ein gedachtes Messgerät eingesetzt wird. Daher werden in Schaltplänen auch für den Strom Zählpfeile eingezeichnet.
Diese Eigenschaften stellen einige theoretische und praktische Bedingungen an das Bauteil, dessen Tore untersucht und beschrieben werden sollen. So dürfen in der Regel keine Anschlüsse vorhanden sein, die ein Teil eines Tores sind, sonst ließe sich nicht sicherstellen, dass der Strom, der in ein Tor hineinfließt gleich dem Strom ist, der hinausfließt. Es darf z. B. in sich keine Ladungsträger anhäufen.
Ein Tor wird somit durch zwei Größen vollständig beschrieben: durch Strom und Spannung.

## Tor in der Hochfrequenz- und in der optischen Nachrichtentechnik
In der Hochfrequenztechnik kann man oft keine eindeutige Spannung sinnvoll zuordnen. Z. B. ist dies bei Hohlleitern unmöglich. In der optischen Nachrichtentechnik haben die betrachteten Bauelemente noch nicht einmal leitende Kontakte. Bei einem Übergang von einem Bauelement zu einem anderen werden daher nicht elektrische Spannungen, sondern die entsprechenden elektrischen und magnetischen Felder betrachtet. In der Hochfrequenztechnik kommen dann noch die ortsabhängigen Ströme hinzu.

## Verwendung
Ein Zweitor, in älterer Literatur als Vierpol bezeichnet, beschreibt Bauteile, Netzwerke oder Schaltungen (wie Verstärker) mit vier Anschlüssen, entsprechend zwei Toren. Für viele elementare Bauelemente der Elektrotechnik genügen Beschreibungen mit zwei Toren. Für etwas komplexere Komponenten, wie beispielsweise Leistungsteiler, Signalteiler, Zirkulatoren oder Richtkoppler, eignen sich Beschreibungen mithilfe von Dreitoren beziehungsweise Viertoren.